# Melaleuca conothamnoides
Melaleuca conothamnoides är en myrtenväxtart som beskrevs av Charles Austin Gardner. Melaleuca conothamnoides ingår i släktet Melaleuca och familjen myrtenväxter.
Artens utbredningsområde är Western Australia. Inga underarter finns listade i Catalogue of Life.